# The Shadows of Knight
The Shadows of Knight è stato un gruppo musicale statunitense di genere garage rock, attivo negli anni sessanta. Formatosi a Chicago nel 1964,  è rimasto in attività fino al 1972.

## Carriera
Inizialmente il gruppo si chiamava The Shadows, salvo poi adottare il nome The Shadows of Knight per evitare possibili equivoci con il gruppo britannico degli Shadows, il gruppo che accompagnava Cliff Richard. Gli ultimi componenti base del gruppo sono stati: Jim Sohns, Jerry Mc George, Joe Kelley, Warren Rogers, Tom Schiffour.
Il gruppo incise il suo primo singolo per la Dunwich Records nel 1966: Gloria (Them), cover di un hit dei Them, gruppo musicale di Van Morrison, che si classificò al decimo posto nelle classifiche di vendita. Poco dopo venne pubblicato un album discografico, intitolato anch'esso Gloria, contenente numerose cover. Il secondo album pubblicato dagli Shadows of Knight era intitolato Back Door Men e conteneva i singoli I'm Gonna Make You Mine e The Behemot. I due album sono stati ripubblicati nel 1998 dalla Sundazed Records.
Il gruppo ha subito molti mutamenti di formazione e l'ultimo membro originale rimasto al 1967 era Jim Sohn. Con altri musicisti questi ha continuato l'attività di incisione di 45 giri prima di giungere al definitivo scioglimento del complesso fra i cui titoli figurano anche Bad Little Woman e Shake, un brano anticipatore dello stile heavy metal.

## Discografia

### Album in studio
- 1966 - Gloria (Dunwich Records, distribuito nel Regno Unito con tracce da Back Door Men Radar nel 1979; CD Sundazed 1998; edizione originale Atlantic, 2005))
- 1966 - Back Door Men (Dunwich Records, riedito su CD Sundazed, 1998; su CD Atlantic, 2006))
- 1969 - Shadows of Knight (Featuring Follow/Alone/Shake) (Super K Records, CD Issue One Way, 1994; Collectables, 1994 (come parte di The Super K Collection))

### Album dal vivo
- 1992 - Raw 'N Alive at the Cellar, Chicago 1966! (Sundazed Records, registrazione al The Cellar di Chicago, dicembre 1966)
- 1992 - Live! - Featuring Gloria, (Performance Records, registrazione di un concerto del 1972)

### Raccolte
- 1985 - GEE-El-O-Are-I-Ay, (Edsel Records, 1985 - "Best Of" distribuito nel Regno Unito)
- 1994 - Dark Sides: The Best of The Shadows of Knight (Rhino Records)
- 2005 - Rhino Hi-Five: The Shadows of Knight (Rhino/Atlantic Records, EP con cinque canzoni incluse Gloria, Oh Yeah e I Just Want to Make Love to You)
- 2006 - A Knight to Remember (Bassic-Lee Music Records)
- 2008 - Rock 'n' Roll Survivors'' (Collectables Records)

## Compilation
Compilation con brani (taluni inediti) dei Shadows of Knight:
- Early Chicago, Volume 1, Happy Tiger, 1971, raccolta di singoli editi dalla Dunwich
- Nuggets: Original Artyfacts from the First Psychedelic Era, 1965-1968 Elektra, 1972; Rhino CD 1998
- Oh Yeah! The Best of Dunwich Records, Volume 1, Sundazed, 1991
- If You're Ready! The Best of Dunwich Records...Volume 2, Sundazed, 1994
- One Hit Wonders of Pop, St. Clair Entertainment, 2001
- Garage Band Halloween, Collectables, 2008
- Garage Band Showcase - Volume 1, Collectables, 2008
- Garage Band Christmas - Volume 1, Collectables, 2008
- Garage Band Christmas - Volume 2, Collectables, 2008